# Ipocriții
Ipocriții (titlul original: în germană Die Gejagten) este un film polițist elvețian, realizat de regizorul Max Michel în 1961 după romanul omonim al scriitorului Walter Blickensdorfer.

## Rezumat
Patru notabilități din orașul Hablicon plecă împreună la vânătoare. Pe drumul de întoarcere sunt doar trei. Al patrulea participant, bancherul Reichter, primarul orașului, nu se mai prezintă la locul de întîlnire. Accident sau crimă? Sergentul Müller preia cazul pentru cercetare...

## Distribuție
- Heinrich Gretler – sergentul de jandarmi Müller
- Claude Farell – doamna Reichle
- Helen Vita – Alvine Dünki
- Heinz Woester – directorul de bancă Meier
- Pierre Dudan – Dr. med. Amsler
- Elisabeth Roth – doamna Amsler
- Charles Ferdinand Vaucher – arhitect Häuptli
- Franz Matter – Titus Zangger
- Hazy Osterwald jr. – Schulbub
- Jean-Jacques Weiss – dr. Kunz
- Paul Bühlmann – Mötteli
- Max Werner Lenz - măturătorul de stradă
- Peter W. Loosli - polițist

## Lansare
Filmul Ipocriții a avut premiera în Elveția (zona germană) în Basel pe data de 11 aprilie 1961.
În România premiera filmului a avut loc la data de 6 octombrie 1963 la cinematografele „Carpați” și „Capitol” din capitală.

## Vezi și
- Listă de filme străine până în 1989

## Legături externe
- Ipocriții la Internet Movie Database